# Die Zukunft (Zeitschrift SPÖ)

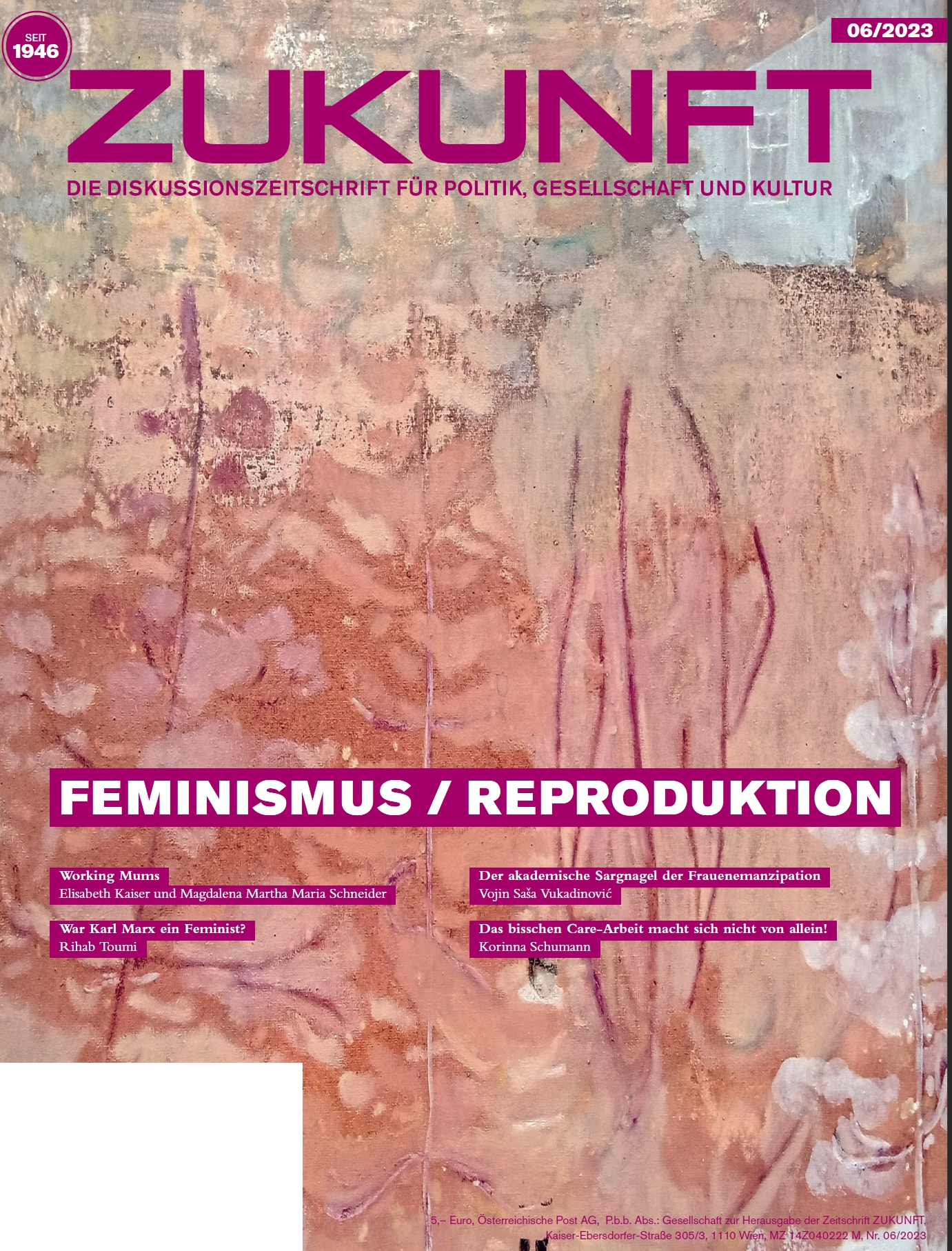
Cover der ZUKUNFT 06/2023 mit dem Thema „Feminismus/Reproduktion“

Die ZUKUNFT ist das 1946 gegründete theoretische Diskussionsorgan der österreichischen Sozialdemokratie.

## Geschichte
Die Zeitschrift trug den (später mehrfach gewechselten) Untertitel „Sozialistische Monatsschrift für Politik, Wirtschaft, Kultur“.
Die ZUKUNFT wurde von Oscar Pollak als Redakteur ins Leben gerufen. Sie verstand sich als Nachfolgepublikation zum 1907 bis 1934 bestehenden „Kampf“, der Gründung von Otto Bauer und Karl Renner. Bekannte Redakteure der Zeitschrift waren Karl Czernetz, Alfred Magaziner, Hubert Friesenbichler, Manfred Lang und Ludwig Dvořák. Caspar Einem war bis zur Ausgabe 06/2019 Chefredakteur. Themen der österreichischen Innen- und Außenpolitik wurden hier ebenso erörtert wie kommunalpolitische Fragen und internationale Politik, Wirtschaft oder Kultur. Der Titel variierte leicht, er lautete zunächst Die ZUKUNFT.
Im Laufe der Zeit wurden andere Zeitschriften ähnlicher Ausrichtung in die ZUKUNFT integriert. 1988 gingen beispielsweise die „Kulturkontakte“ in der ZUKUNFT auf. Ab 2004 wurden die „Akzente“, das Organ des BSA einige Jahre lang in der ZUKUNFT publiziert.
Die ZUKUNFT erscheint derzeit mit 10 Ausgaben und einer Doppelausgabe 12 Mal jährlich in Druckform. Sie war lange Zeit dem Dr.-Karl-Renner-Institut, der zentralen Bildungsinstitution der SPÖ, zugeordnet. Mit der Ausgabe 07/2019 übernahm Alessandro Barberi als Chefredakteur mit einem neuen Redaktionsteam und eigenständiger Organisation die Herausgabe. Die Zeitschrift erscheint derzeit im Victor Adler Verlag.

### Redaktionelle Leitung
- 1946 bis ? Oscar Pollak
- ? bis Juni 2019 Caspar Einem
- Seit Juli 2019 Alessandro Barberi

## Mission Statement
Die Diskussionszeitschrift ZUKUNFT ist eines der traditionsreichsten und wichtigsten Printmedien der österreichischen Sozialdemokratie. Vom Titel weg waren und sind die hier geführten Debatten zu Politik, Gesellschaft und Kultur nicht nur relevant für die Programmatik und Ideologie der Sozialdemokratie, sondern gleichzeitig Dokumente der Parteigeschichte und der theoretischen Debatten der österreichischen Arbeiterbewegung. Deshalb wurde das 75-jährige Jubiläum der ZUKUNFT im Jahr 2021 mit einer Neustrukturierung der Redaktion und der inhaltlichen Ausrichtung sowie dem Relaunch von diezukunft.at begangen.
Ausgehend von der bisherigen Blattlinie hat die ZUKUNFT sich zwischen reflektierenden intellektuellen Debatten und dem konkreten aktuellen Zeitgeschehen neu positioniert, um mittel- und langfristig auch einer breiteren landesweiten und internationalen Öffentlichkeit zur Verfügung zu stehen. Dabei soll die (analoge und digitale) ZUKUNFT als ein thematisch breit aufgestelltes Medium erscheinen, dass für Politik, Gesellschaft und Kultur relevante Diskussionen präsentieren und vorantreiben soll, um u. a. als intellektuelle Stütze für Politiker und Funktionäre zu dienen. Sie soll dabei auch die Rolle übernehmen, die (sozial)demokratische Öffentlichkeit auszubauen und zu bereichern.
In diesem Zusammenhang sollen relevante Diskussionen zu Digitalisierung, Automatisierung sowie Informations- und Kommunikationstechnologien (IKT) und nicht zuletzt auch der Bezug auf die Medialität der Lebens- und Arbeitswelten der Menschen in der analogen und digitalen ZUKUNFT eine bedeutende Rolle spielen.